# Stazione di Rio Murtas
La stazione di Rio Murtas era una fermata ferroviaria al servizio della frazione di Rio Murtas, nel comune di Narcao, posta lungo la linea Siliqua-San Giovanni Suergiu-Calasetta.

## Storia
La fermata venne istituita dalla Ferrovie Meridionali Sarde pochi anni dopo l'apertura della ferrovia (1926) in corrispondenza della casa cantoniera quattordici della propria rete, venendo abilitato nel corso del 1930. L'impianto, classificato a lungo come fermata a richiesta, servì l'abitato di Rio Murtas sino al 13 luglio 1968, data della sospensione "provvisoria" del servizio ferroviario tra le stazioni di Siliqua e Narcao dovuta alla realizzazione della diga di Bau Pressiu. Il servizio ferroviario, sostituito con autocorse, sarebbe dovuto riprendere una volta realizzata una variante che aggirasse l'area interessata ai lavori per il nuovo bacino idrico, ma la decisione di chiudere l'intera rete ferroviaria delle FMS, concretizzatasi il 1º settembre 1974, portò alla dismissione della struttura, che successivamente fu disarmata e destinata, per quanto riguarda l'edificio principale, ad usi abitativi.

## Strutture e impianti
Dal 1968 la fermata non è più attiva e l'infrastruttura ferroviaria in essa presente è stata smantellata negli anni successivi.
Durante l'attività la fermata era dotata del binario di corsa, a scartamento da 950 mm, affiancato da un fabbricato nato in origine come casa cantoniera e per questo riprendente i canoni di questi edifici delle FMS (sviluppo su due piani più tetto a falde e pianta rettangolare con estensione sul lato opposto a quello che dà sulla ferrovia).

## Movimento
Sino al 1968 la fermata era servita dai treni viaggiatori delle Ferrovie Meridionali Sarde.